# Literatura piękna

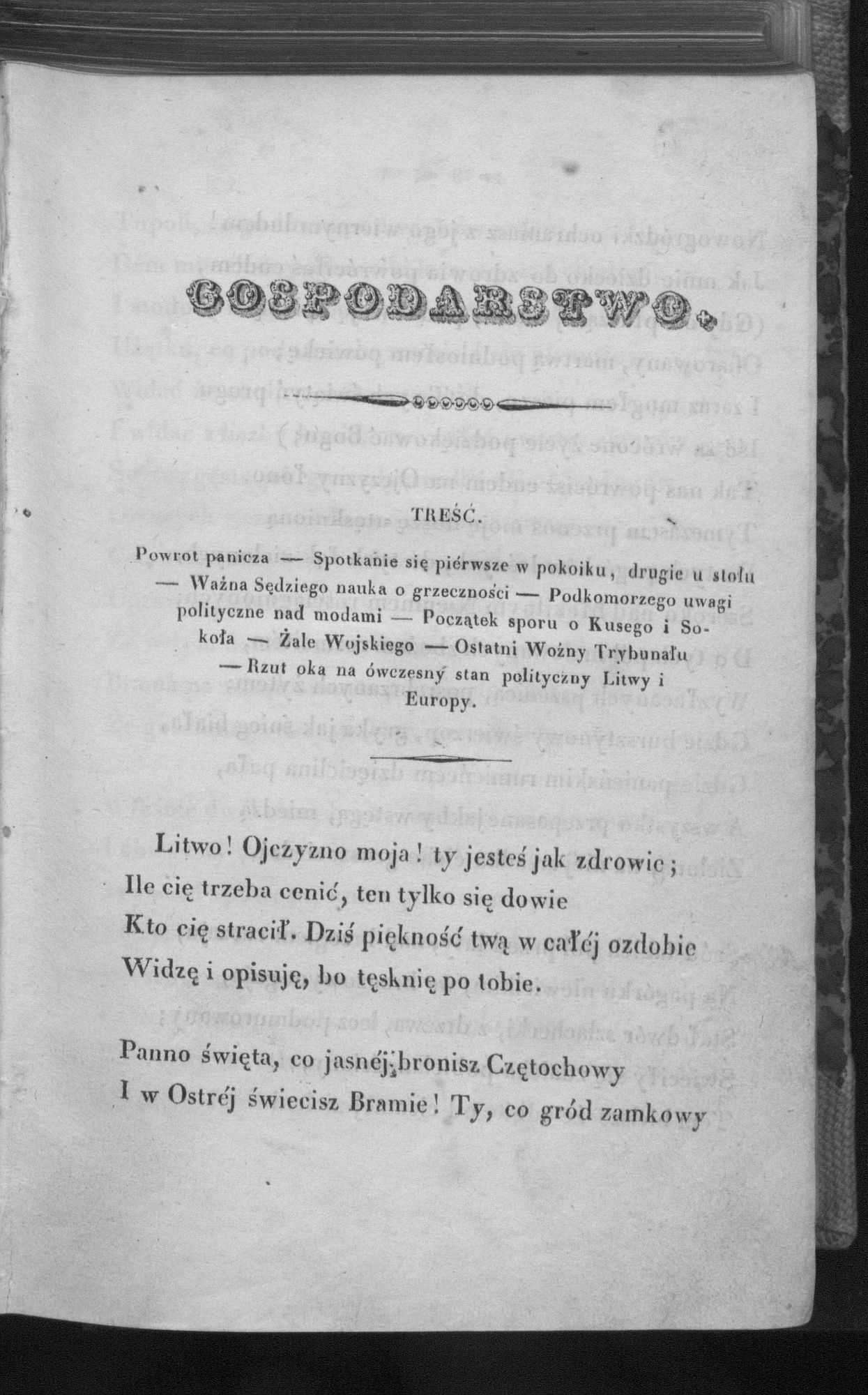
Literatura piękna

Literatura piękna – rodzaj dzieł literackich o charakterze artystycznym; typ piśmiennictwa (także dzieł ustnych), do którego zalicza się wszystkie teksty o dominującej funkcji estetycznej języka, a więc dzieła literackie, w odróżnieniu od literatury użytkowej, tj. tekstów o charakterze informacyjnym, publicystycznym, naukowym itp. Zakres literatury pięknej jest zależny od kryteriów obowiązujących w danej epoce historycznej. Granice między taką literaturą a innym typem piśmiennictwa (i tekstów ustnych), np. użytkowym, nie są łatwe do wyznaczenia przez badaczy, ze względu na występujące licznie gatunki pograniczne.
Określenie „literatura piękna” (fr. belles lettres) zostało wprowadzone w pierwszej połowie XVIII wieku (w okresie systematyzowania różnych form piśmiennictwa) jako analogia do terminu „sztuki piękne” (fr. beaux arts). Wówczas termin ten oznaczał gatunki poetyckie, oratorskie, retoryczne, prozę epistolarną i historiograficzną. Termin „literatura piękna” spopularyzował się dzięki traktatom Rollina De la manière d'étudier des Belles Lettres (1726) i Charles’a Batteux Cours de Belles-Lettres (1747).
Wyróżnikiem literatury pięknej jest fikcja literacka. 